# Ressano Garcia
Ressano Garcia ist ein Ort im Distrikt Moamba in Mosambik an der Grenze zwischen Südafrika und Mosambik. Der Ort ist durch eine Bebauung aus der Kolonialzeit geprägt, hat sich jedoch durch die wirtschaftliche Abhängigkeit vom Nachbarland Südafrika und daraus folgenden Grenzphänomenen stark verändert.
Der Stadtname ist ein Würdigung des Frederico Ressano Garcia (1847–1911). Dieser war Ingenieur und ein Direktor der Companhia dos Caminhos de Ferro de Lourenço Marques.

## Geographie
Die auf der anderen Seite der Grenze in der Republik Südafrika liegende Stadt ist Komatipoort. Grenzflüsse sind der Komati und der Crocodile River.

## Bevölkerung
Der Ort hat etwa 10.000 Einwohner. Die meisten leben an den teilweise sehr steilen Hängen der anliegenden Hügel.

## Geschichte
Viele Familien wurden noch zu Kolonialzeiten hier angesiedelt, andere fanden in Ressano Garcia auf ihrer Flucht vor dem mosambikanischen Bürgerkrieg eine Bleibe.

## Wirtschaft und Infrastruktur

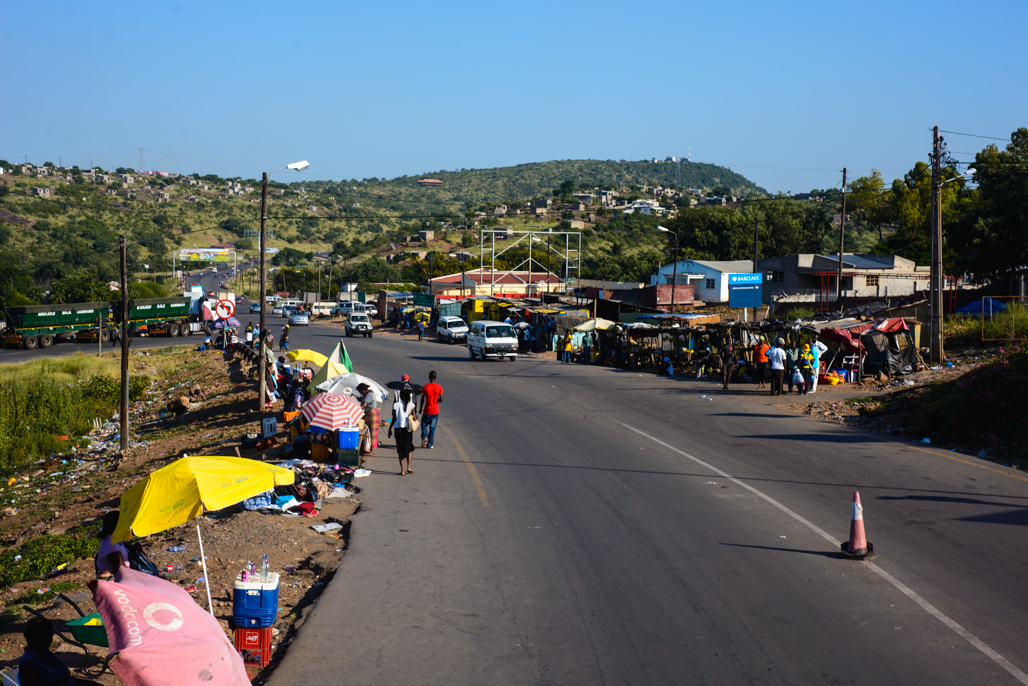
Blick auf die Fernstraße EN4 in Richtung Mosambik, direkt hinter dem Grenzübergang

Ressano Garcia liegt an der neuen Fernstraße EN4, die Verkehrsströme aus den Regionen Johannesburg und Pretoria mit Maputo und der Bahnstrecke Pretoria–Maputo, die über einen Abzweig den Containerterminal City Deep in Johannesburg mit dem Hafen Maputo verbindet. Hier werden die Grenzformalitäten erledigt.